# لوکا جنتیلی (بازیکن فوتبال، زاده ۱۹۷۲)
لوکا جنتیلی (انگلیسی: Luca Gentili؛ زادهٔ ۳۱ مارس ۱۹۷۲) بازیکن فوتبال اهل ایتالیا است.
از باشگاه‌هایی که در آن بازی کرده‌است می‌توان به باشگاه فوتبال باری و باشگاه فوتبال پیستویزه اشاره کرد.